# 亞矢
亞矢（？—），日本女歌手，出生於日本北海道。隸屬於singer-songwriter經紀公司。唱片公司屬BMG。

## 經歷
樂團的活動結束之後，在澀谷的街頭上進行表演。
2000年製作的DEMO帶交由アダム・キャスパー之後再西雅圖拍攝MV。請到克里斯特·諾弗賽立克、聲音花園的樂手參與錄音，製造了許多話題。
2002年，與矢沢永吉等人到東名阪進行巡迴演出，活動十分熱鬧。
2004年，發布了第二張專輯。

## 作品

### 單曲
- 『HANDS』（2001年4月25日）
- 『CRAZY MERMAID』（2001年7月25日）
- 『選択の朝』（2002年3月20日）

### 專輯
- 『戦場の華』（2002年4月24日）
- 『禁じられた歌』（2003年3月26日）
- 『BAGHDAD SKY/バグダッドスカイ』（2004年6月9日）

### 其他
- AYA BITCH PROJECT（2003年10月14日）

　　ライブハウス会場・通販限定の3曲入りCD
- 「シュヴァリエ～絆と報復」サウンドトラック（2006年11月22日）

　　亜矢の新曲「OVER NIGHT」がフルバージョンで収録